# Heinz Geese
Heinz Geese (* 6. April 1930 in Bonn; † 23. April 2008 ebenda, auch: Heinz Gieese) war ein deutscher  Komponist, Interpret, Dirigent und Bearbeiter.
Als Dirigent leitete er das Große Unterhaltungsorchester des WDR bei Rundfunk- und Plattenaufnahmen. Geese war auch Komponist von Musicals und trat als Pianist auf. Anfang der 70er Jahre geriet Geese zusammen mit einigen seiner WDR-Kollegen in die Kritik, als aufgedeckt wurde, dass die Musikprogramme der ARD-Hörfunksender von zuständigen Redakteuren, die sich unter Pseudonymen als Schlagertexter und -komponisten betätigten, zu eigenen Gunsten beeinflusst wurden.

## Werke (Auswahl)
- Foxy rettet Amerika, Ein Musical für Kinder von 8 – 80 von Fritz Graßhoff, Schott Music 1977
- Die Seefahrt nach Rio, Szenische Kantate mit Versen von James Krüss, Schott Music

### Noten
- Bolero Smeralda. Für Gitarre solo und Zupforchester. Zimmermann, Frankfurt (Main) 1988

### Diskografie
- Fernsehwunschkonzert mit René Kollo, Deutsche Austrophon, 2006
- Fernsehwunschkonzert mit Ingeborg Hallstein, Deutsche Austrophon, 2005
- Freunde, das Leben ist lebenswert, Werke von Franz Lehár, TIM The International Music Company, Vertrieb, 2003

### Bücher
- mit Dieter Ludwig: Michael und die Tredizianer. Die phantastischen Abenteuer auf einem fremden Planeten. Mit einem Grußwort von Mildred Scheel, zugunsten der Deutschen Krebshilfe e. V.; Ariola-Eurodisc Gesellschaft, München [1974]

## Weblink
- Werke von und über Heinz Geese im Katalog der Deutschen Nationalbibliothek

| Personendaten    | Personendaten                                           |
| ---------------- | ------------------------------------------------------- |
| NAME             | Geese, Heinz                                            |
| ALTERNATIVNAMEN  | Gieese, Heinz                                           |
| KURZBESCHREIBUNG | deutscher Komponist, Interpret, Dirigent und Bearbeiter |
| GEBURTSDATUM     | 6. April 1930                                           |
| GEBURTSORT       | Bonn                                                    |
| STERBEDATUM      | 23. April 2008                                          |
| STERBEORT        | Bonn                                                    |